# Malden (Massachusetts)
Malden város az USA Massachusetts államában, Middlesex megyében. Lakosainak száma 66 263 fő (2020. április 1.).

## Népesség
A település népességének változása:
| Lakosok száma | 59 450 | 61 246 | 66 263 |
|               | 2010   | 2017   | 2020   |